# Vor friheds arv
|  | Denne artikel er oprettet af botten Steenthbot ud fra en ekstern database. Den kan derfor have sproglige fejl eller mangler. Denne skabelon kan fjernes efter kontrol af indholdet. |

Vor friheds arv er en dansk propagandafilm.

## Handling
Partifilm for Venstres Landsorganisation.